# Rolf Liebermann

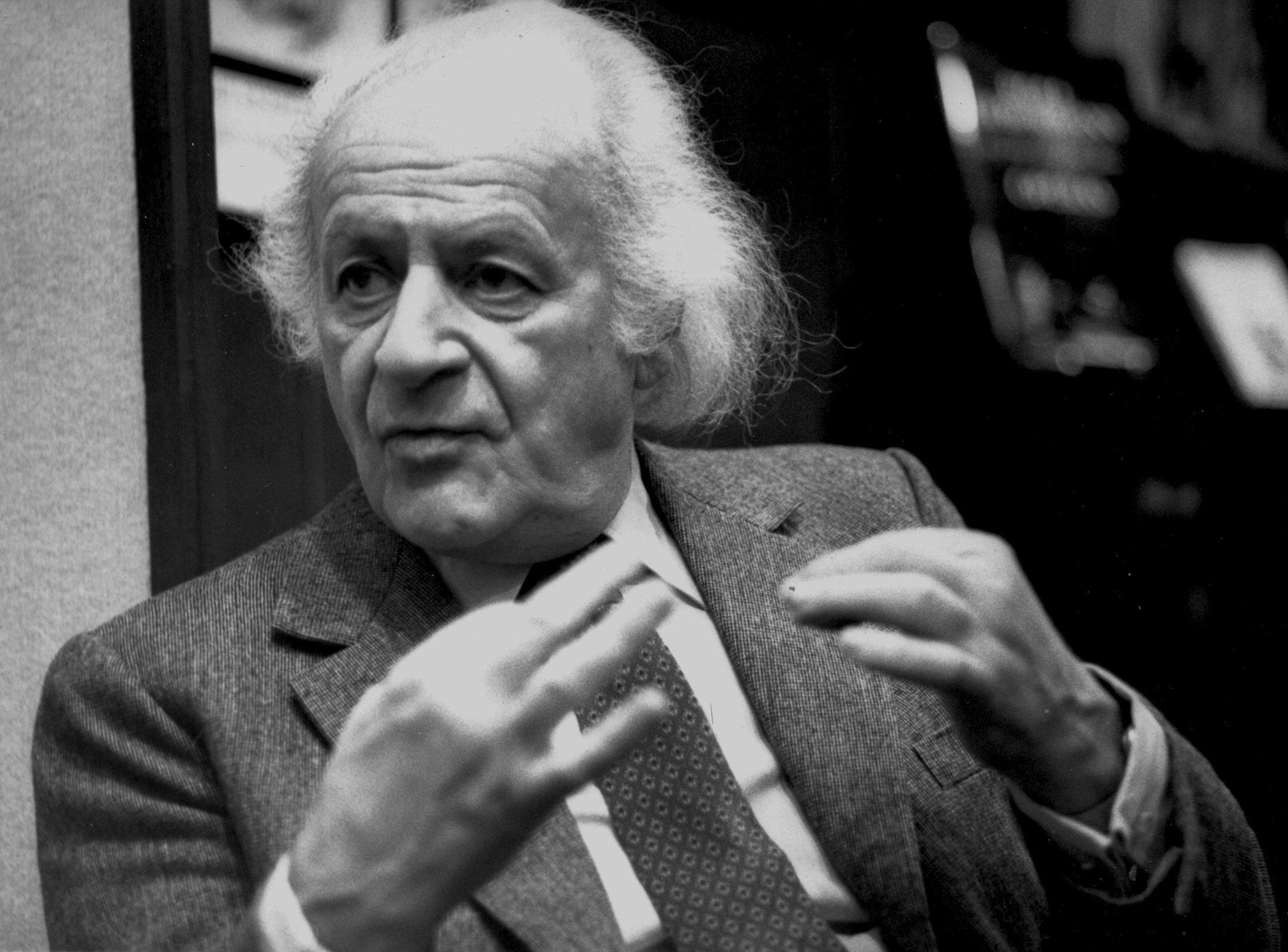
Rolf Liebermann (1980)

Rolf Liebermann (Zurigo, 14 settembre 1910 – Parigi, 2 gennaio 1999) è stato un compositore svizzero.

## Biografia
Rolf Liebermann discende dalla nota famiglia berlinese di origine ebraica Liebermann, della quale facevano parte Georg Liebermann, Max Liebermann, Felix Liebermann, Hans Liebermann, Emil Rathenau e Walther Rathenau. Il padre, Franz Joseph Moritz Liebermann-Roßwiese (1872-1931), divenne cittadino svizzero poiché sposò una donna franco-svizzera, di nome Lucie Lang, conosciuta mentre si trovava in un sanatorio in Svizzera a causa di un incidente di equitazione.
Rolf Liebermann frequentò la Kantonsschule di Trogen e poi, dal 1929 al 1933, studiò giurisprudenza presso l'Università di Zurigo, frequentando, successivamente, le lezioni di musica tenute presso il conservatorio privato di José Berr. Dopo aver completato gli studi, compose e pubblicò le sue prime chanson e prese parte a diversi cabaret tedeschi.
Nel 1936 seguì un corso di direzione d'orchestra a Budapest con Hermann Scherchen e nel 1937 divenne suo assistente nella società musicale "Musica viva". Tra il 1938 e il 1940 svolse il servizio militare, mentre dal 1940 iniziò a studiare composizione più intensamente e a prendere lezioni dal compositore russo Wladimir Vogel. Dal 1945 al 1950 divenne il tecnico del suono alla Schweizer Radio DRS di Zurigo, successivamente, tra il 1950 e il 1957, assunse la direzione del dipartimento di produzione musicale della Società svizzera di radiotelevisione SRG SSR. Nel 1954 gli fu commissionato dal Donaueschinger Musiktage di comporre un'opera per orchestra, e scrisse, con stupore di tutti, il suo Concerto for Jazzband and Symphony Orchestra, presentando così qualcosa che in seguito fu definito Third stream o crossover. Rolf Liebermann creò una grande varietà di composizioni: dalle canzoni politiche all'opera, dalla sonata per pianoforte alla musica per macchine, dai concerti ai progetti multimediali. Inoltre, dopo le dimissioni di Harry Hermann Spitz, dal 1957 al 1959 fu a capo del dipartimento musicale dell'emittente radiotelevisiva Norddeutsche Rundfunk (NDR) di Amburgo, la quale gli dedicò il Rolf-Liebermann-Studio.

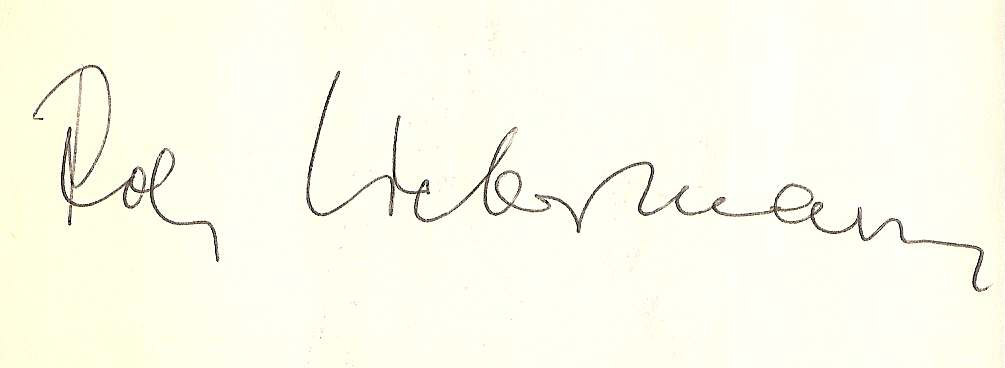
Autografo R. Liebermann (1968)

Rolf Liebermann fu direttore artistico dell'Opera di Amburgo dal 1959 al 1973 e nuovamente dal 1985 al 1988. Sotto la sua direzione, furono presentate in anteprima 24 opere su commissione, tra cui Staatstheater di Mauricio Kagel, I diavoli di Loudun di Krzysztof Penderecki, Il principe di Homburg di Hans Werner Henze e Aiuto, aiuto, arrivano i Globolinks di Gian Carlo Menotti. Inoltre, dal 1973 al 1980, Liebermann diresse il teatro dell'Opéra national de Paris.
Nel 1963, fu nominato professore onorario dell'Hochschule für Musik und Theater di Amburgo.
Negli anni '30 Liebermann iniziò una relazione con la cantante Lale Andersen, per la quale musicò, intorno al 1933, la poesia Der Sauerampfer di Joachim Ringelnatz. Rolf Liebermann è stato il modello per il personaggio di Robert Mendelssohn nel film Lili Marleen di Rainer Werner Fassbinder.

## Opere

### Composizioni
- Polyphone Studien per orchestra (1943)
- Une des fins du monde, cantata per baritono e orchestra da Jean Giraudoux (1944)
- Chinesische Liebeslieder per arpa e orchestra d'archi (1945)
- Furioso für Orchester (1947)[1]
- Irre von Chaillot, opera teatrale di Jean Giraudoux (1946)
- Suite über 6 schweizerische Volkslieder per orchestra (1947)
- Musique per orchestra basata su Charles Baudelaire e Paul Verlaine (1948)
- Sinfonie Nr. 1 Chinesisches Lied per contralto, tenore e pianoforte (1949)
- Streitlied zwischen Leben und Tod, cantata per solisti, coro e orchestra (1950)
- Sonate für Klavier per pianoforte (1951)
- Leonore 40/45, opera semiseria, libretto di Heinrich Strobel (1952)
- Penelope, opera semiseria, libretto di Heinrich Strobel (1954)
- Concerto for Jazzband and Symphony Orchestra (1954)
- Die Schule der Frauen, opera buffa, tratto da Molière, libretto di Heinrich Strobel (1955)
- Geigy Festival Concerto per tamburo e orchestra (1958)
- Capriccio per soprano, violino e orchestra (1959)
- Concert des Echanges (1964)
- Musique pour Clavecin (1966)
- Essai 81 per violoncello e pianoforte (1981)
- Liaison per violoncello, pianoforte e orchestra (1983)
- Ferdinand (1984)
- La Forêt tratto da Aleksandr Ostrovskij, libretto di Hélène Vida (1987)
- Herring Quintet (1988) con Allen Ginsberg, George Gruntz e Robert Wilson all'Opera di Amburgo.
- Medea-Monolog, cantata per soprano, coro e orchestra, libretto di Ursula Haas (1989)
- 3x1=CH+X (1990)
- Freispruch für Medea, libretto di Ursula Haas (1992)
- Enigma per orchestra (1994)
- Concerto per violino e orchestra (1995)
- Concerto per pianoforte (1995)
- Die Schlesischen Weber per coro e quintetto di pianoforte, tratto da Heinrich Heine (1996)
- Variationen über ein Appenzeller Thema per cinque strumenti (1997)
- Mouvance per percussioni e pianoforte (1998)

### Pubblicazioni
- Actes et entractes, Stock, 1976.
- Opernjahre, Zurigo, Buchclub ex Libris, 1977.
- En passant par Paris, Gallimard, 1980.
- Und jedermann erwartet sich ein Fest, Propyläen, 1981.

### Film
- Géza Anda - Pianist, Dirigent, Pädagoge. Ein Arbeitsbericht. (1965)
- Igor Strawinsky - Portrait eines Komponisten (1965)
- Paul Burkhard - Ein Porträt. (1966)

## Premi
- 1949 - Premio Conrad Ferdinand Meyer
- 1970 - Medaille für Kunst und Wissenschaft
- 1971 - Anello Hans Reinhart
- 1987 - Ehren-Schleusenwärter
- 1957 - Musikpreis della città di Zurigo
- 1991 - Lorenzo il Magnifico
- 1969 - Silbernes Blatt